# 卡波納拉義大利麵
卡波納拉義大利麵（義大利語：Pasta alla Carbonara, Carbonara），又譯作“卡邦尼”、“卡邦拿”、“卡博纳拉”，是一種起源于罗马的意大利面料理，通常原料包括鸡蛋、干酪、腌制或燻製的豬肉及黑胡椒。该种料理大约在20世纪中叶成型。

## 歷史
卡波納拉義大利麵就像許多料理，無論是起源或菜名的來歷都並不明確。大體而言，此料理的涵蓋範圍包含了由培根、乳酪和胡椒製作的麵，例如以豬頸肉、羊奶起司做成的「雜貨店風味麵」（Spaghetti alla Gricia）。另外，卡波納拉義大利麵也與源於義大利南部、用融化的豬油混合乳酪、蛋的「乳酪蛋麵」（Cacio e Uova）十分類似。
至於一詞之由來也有多種說法，但此一稱呼的歷史可能比料理本身還短。由於此字在淵源上與（燒煤爐）相關，因此有人相信這道料理最初是煮來給煤礦工人補給營養用的菜餚。在美國一些地區，則直接以「煤礦工義大利麵」（Coal miner's spaghetti）來稱呼。另有一種說法也指出這道菜的名稱是為了向義大利統一運動時代的燒炭黨（Carbonari）表示致意，但目前更可信的論點是認為卡波納拉義大利麵乃羅馬起源的都會料理。
英國食譜作家伊莉莎白·大衛著於1954年的《義大利菜》（Italian Food）一書收錄了卡波納拉義大利麵，然而在義大利美食家艾妲·伯尼於1927年的經典著作《我的羅馬廚房》（La Cucina Romana）內，卻不見其提及這種意大利麵的食譜，在第二次世界大戰之前也沒有史料或文獻記載這道料理。因此「雞蛋培根義大利麵」的食譜被認為是在二次大戰後才出現，並且被歸類為一道來自羅馬的食品。美軍在1944年6月4日進入納粹德軍放棄防守的意大利首都羅馬，由於戰時糧食短缺，當時許多羅馬市民需要依賴從進駐羅馬的美軍配給的雞蛋和培根作為食材，因而與乾酪混合創作出這道料理，而當時的材料只有容易取得及保存的意大利麵、雞蛋、煙肉和乾酪，至於蘑菇及蔬菜等食材應是後來才加入。

## 原料
其中，干酪通常使用的是罗马佩科里诺乳酪，一种使用羊乳制作的干酪，也可以使用帕馬森，或两者皆用。使用的義大利麵种类通常是直麵，即，也可以使用其他种类的麵，如扁麵、緞帶麵，通心粉如波纹粉，或介于两者之间的吸管麵。通常肉类使用风干猪面颊肉，也可用潘切塔。在意大利以外的地方，如果上述两种肉类无法获取，则使用培根丁。

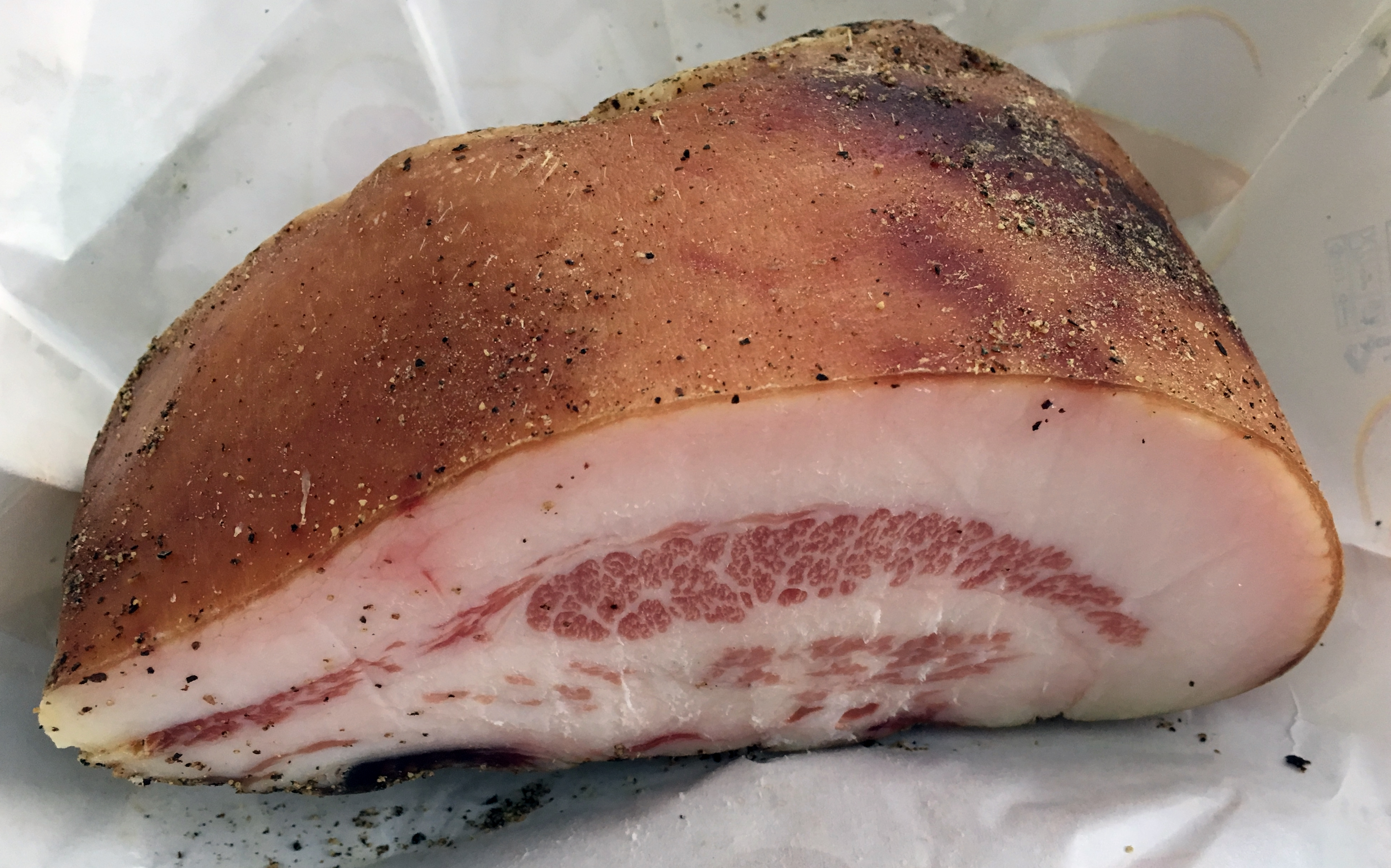
材料之一的
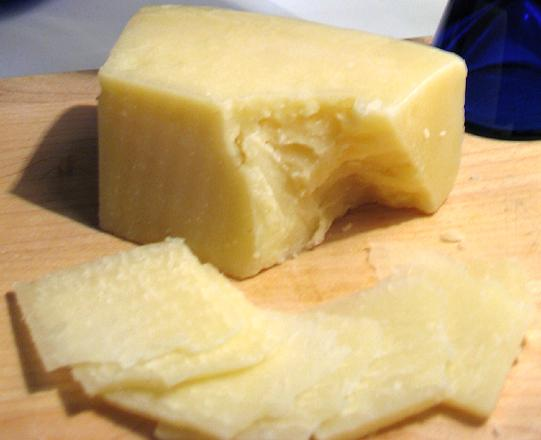
佩克里诺干酪
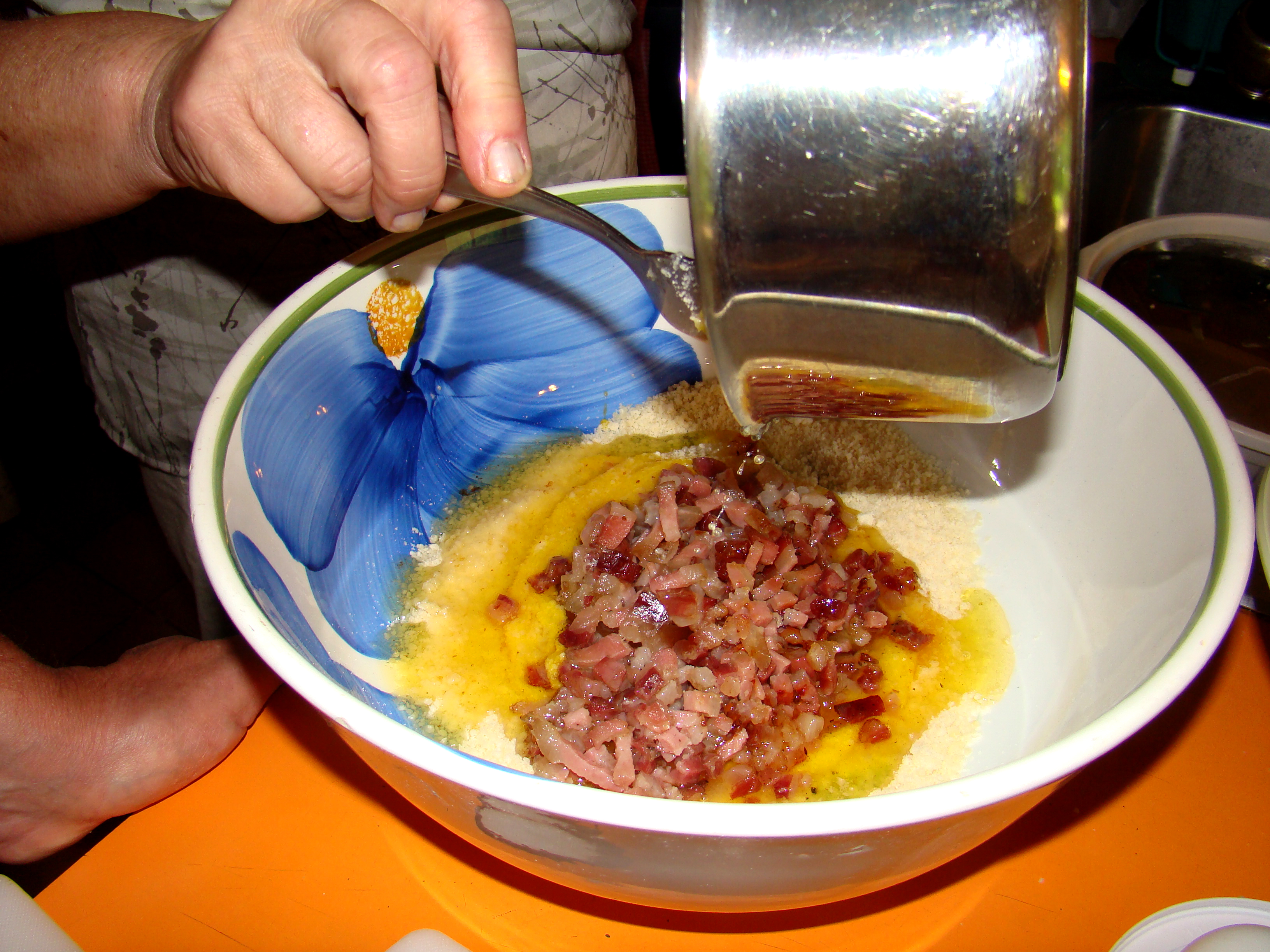
Guanciale切成小丁、生鸡蛋黄、干酪丝混合形成蛋酱，最后加入煮好的面条搅拌
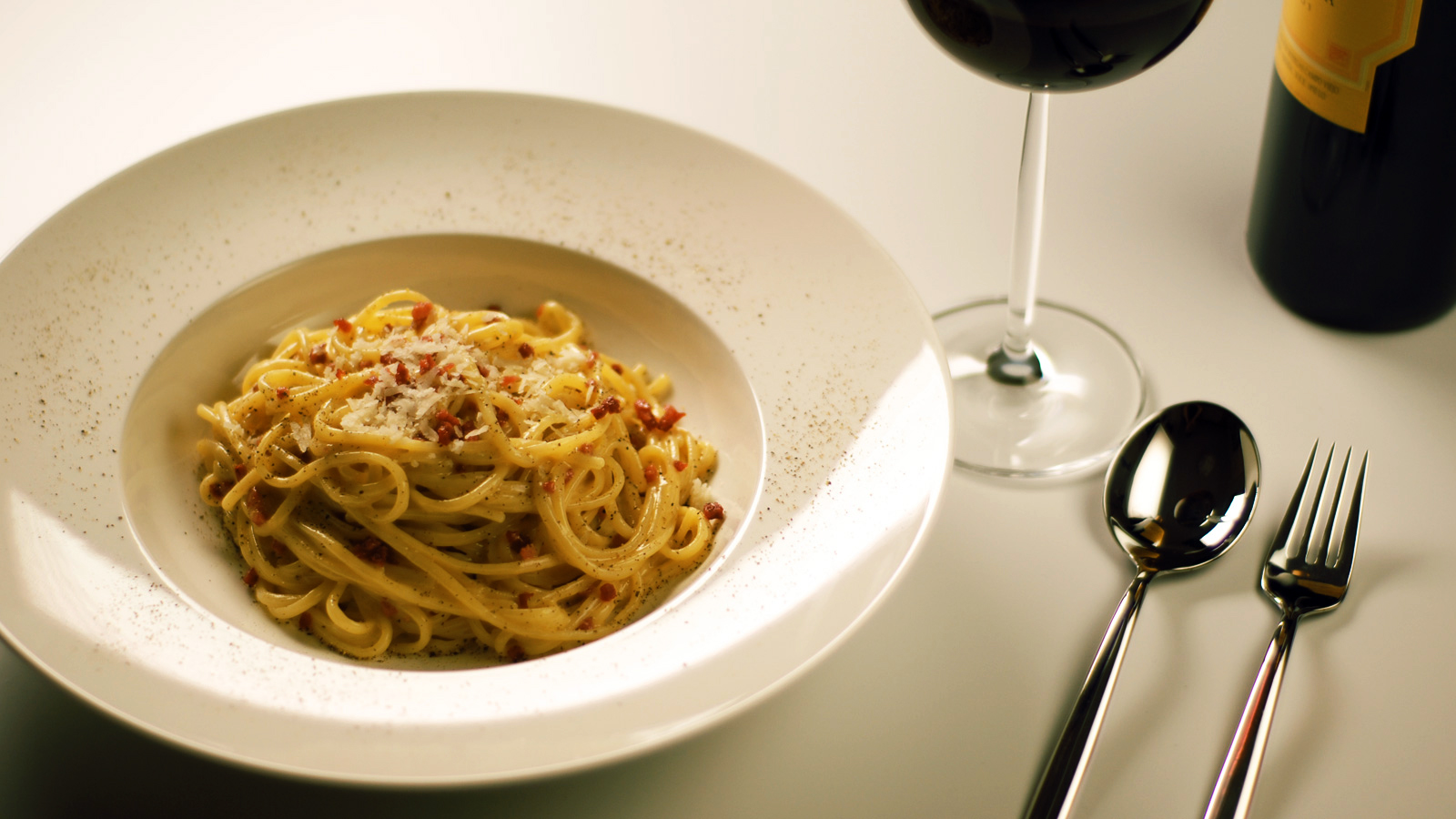
一盘成品

## 製作
卡波納拉義大利麵所用的培根必須以油烹調，一般會用橄欖油或豬油，少數情況下也可用黄油。煮完的熱麵條會拌上由生蛋、乳酪與油（奶油、橄欖油或鮮奶油）組成的混合拌醬，這些麵之外的用料須避免受到煮麵鍋或上菜餐盤的直接加熱，以避免蛋汁凝固、甚至產生固態的蛋花，因為蛋的使用就是要讓整盤麵的口感變得更細膩綿密，而非令拌醬變成凝結狀。風乾豬面頰肉是義大利當地最常用來加在麵裡的肉類，不過義式培根或其他種類的培根也可在麵中見到。各版本的食譜對於雞蛋的使用也都不盡相同：有的僅將蛋黃挑出來加到麵上，也有的會把包括蛋白在內的整顆蛋都用上。

### 衍生作法
奶油並不是義大利菜中常用的食材，但世界上其他地區卻流行在卡波納拉義大利麵中淋上白醬的吃法。義大利之外的國家也有使用大蒜或洋蔥的。卡波納拉義大利麵在義大利以外地區可能添加豌豆、蘑菇或其他類型的蔬菜當佐料，而且醬汁的量一般比義大利當地的作法還多，而且如同其他眾多料理，簡便版的卡波納拉義大利麵可能使用罐裝醬料。